# SimpLiCo
SimpLiCo war ein von dem PC-Hersteller Fujitsu Siemens im Jahr 2006 angebotenes PC-System, das speziell für die Nutzung durch Senioren gedacht war. Im Kaufpreis inbegriffen war der Aufbau sowie eine Einweisung in die Bedienung. Das Betriebssystem basierte auf Linux.
Das System war dabei auf eine Nutzung ohne jegliche Vorkenntnisse ausgelegt – die einzelnen Anwendungen tragen statt eines Namens eine Beschreibung, die einzelnen Themenbereiche wie Büro oder Hobby tragen farbliche Markierungen, welche über spezielle Tasten auf der Tastatur angesprochen werden können. Die Benutzeroberfläche erinnert dabei eher an ein Smartphone. Die Tastatur selbst hat darüber hinaus extra große Buchstaben.
Am Markt war das System ein Flop, was nach Schätzungen der c’t unter anderem an dem aufgrund unnötig leistungsstarker Hardware (unter anderem ein Intel-Pentium-D-Prozessor) zu hohen Preis von fast 1000 € und der fehlenden Erweiterbarkeit des Systems lag.